# Warnsdorfer Hütte
Die Warnsdorfer Hütte ist eine Alpenvereinshütte der Sektion Warnsdorf-Krimml des Österreichischen Alpenvereins.

## Lage
Die Warnsdorfer Hütte liegt auf 2336 m ü. A. (nach anderen Angaben 2324 m ü. A.) Meereshöhe westlich des Großvenedigers in Salzburg in Österreich. Die Hütte trägt das Umweltgütesiegel für Alpenvereinshütten.

## Geschichte
Die Hütte wurde 1897 von der Sektion Warnsdorf des DuOeAV errichtet und ist nach dem böhmischen Ort Varnsdorf (deutsch Warnsdorf) benannt worden. 2004/05 wurden die Bauarbeiten für die Trinkwasserversorgung abgeschlossen.

## Aufstieg
Von Krimml führt der Weg zuerst entlang der Krimmler Wasserfälle in das nun flachere Krimmler Achental und weiter, vorbei am Krimmler Tauernhaus, zur Inneren Keesalm (1804 m), bis hierher auch mit dem Bergtaxi ab Krimml. Von der Inneren Keesalm ist der Gepäcktransport per Materialseilbahn möglich. Die Gehzeit liegt bei insgesamt rund 6 Stunden.

## Touren von der Warnsdorfer Hütte
- Großvenediger (3657 m), ca. 8,5 Stunden
- Simonyspitzen (3473 m), ca. 6 Stunden
- Hoher Sonntagskopf (3129 m), ca. 3 Stunden
- Hinterer Maurerkeeskopf (3311 m), ca. 5 Stunden
- Dreiherrnspitze (3499 m), ca. 8 Stunden
- Großer Geiger (3360 m), ca. 4 Stunden
- Schlieferspitze (3290 m), ca. 4,5 Stunden
- Gamsspitz (2888 m), ca. 1,5 Stunden

## Übergang zu anderen Hütten
- Kürsingerhütte, ca. 4,5 Stunden
- Essener-Rostocker Hütte, ca. 4,5 Stunden
- Krimmler Tauernhaus, ca. 3 Stunden
- Nach Südtirol über die Birnlücke zur Birnlückenhütte, ca. 3 Stunden

Weiters ist die Hütte ist ein wichtiger Stützpunkt für Weitwanderer am Zentralalpenweg.

## Galerie

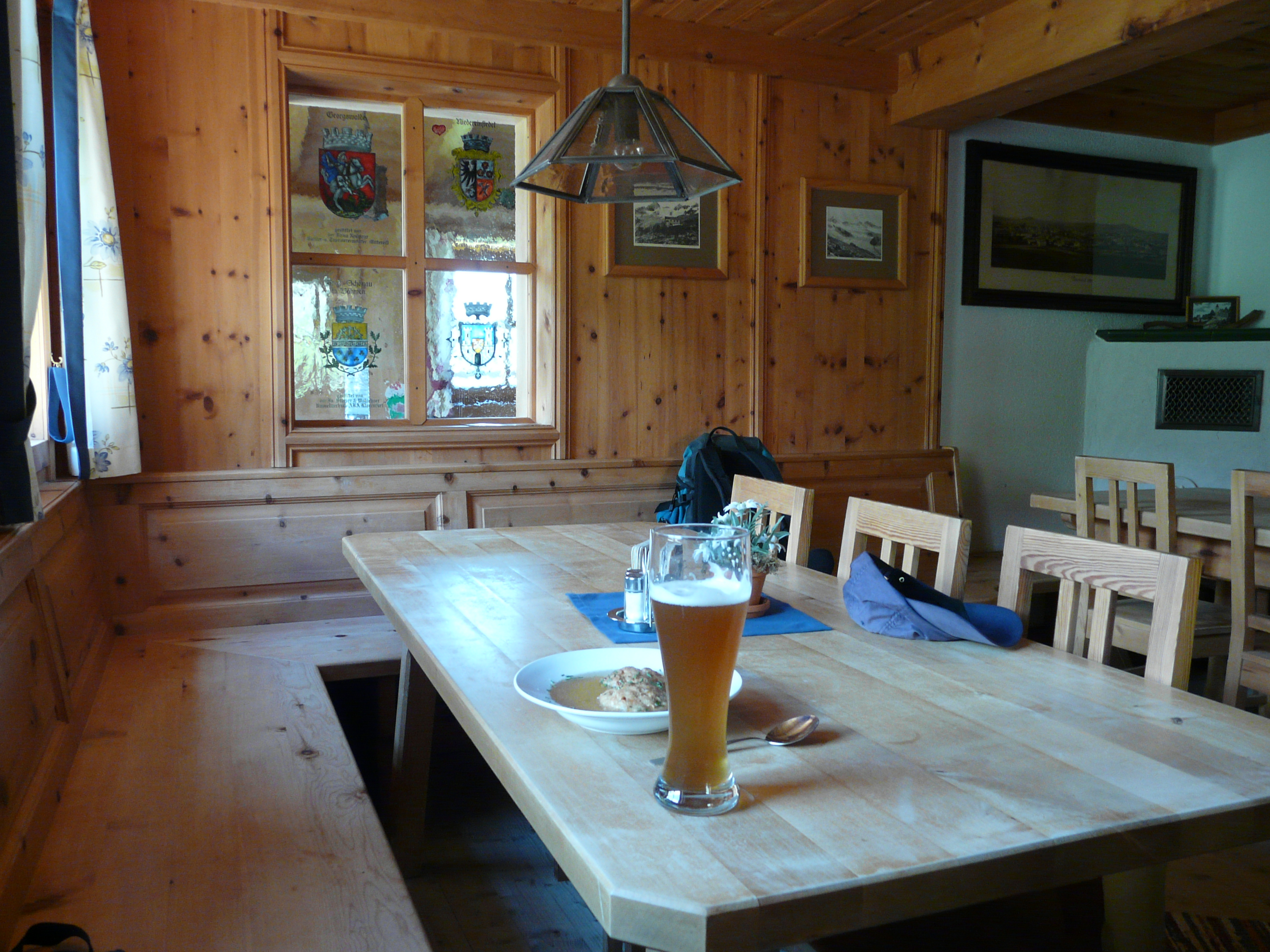
Gastraum der Warnsdorfer Hütte
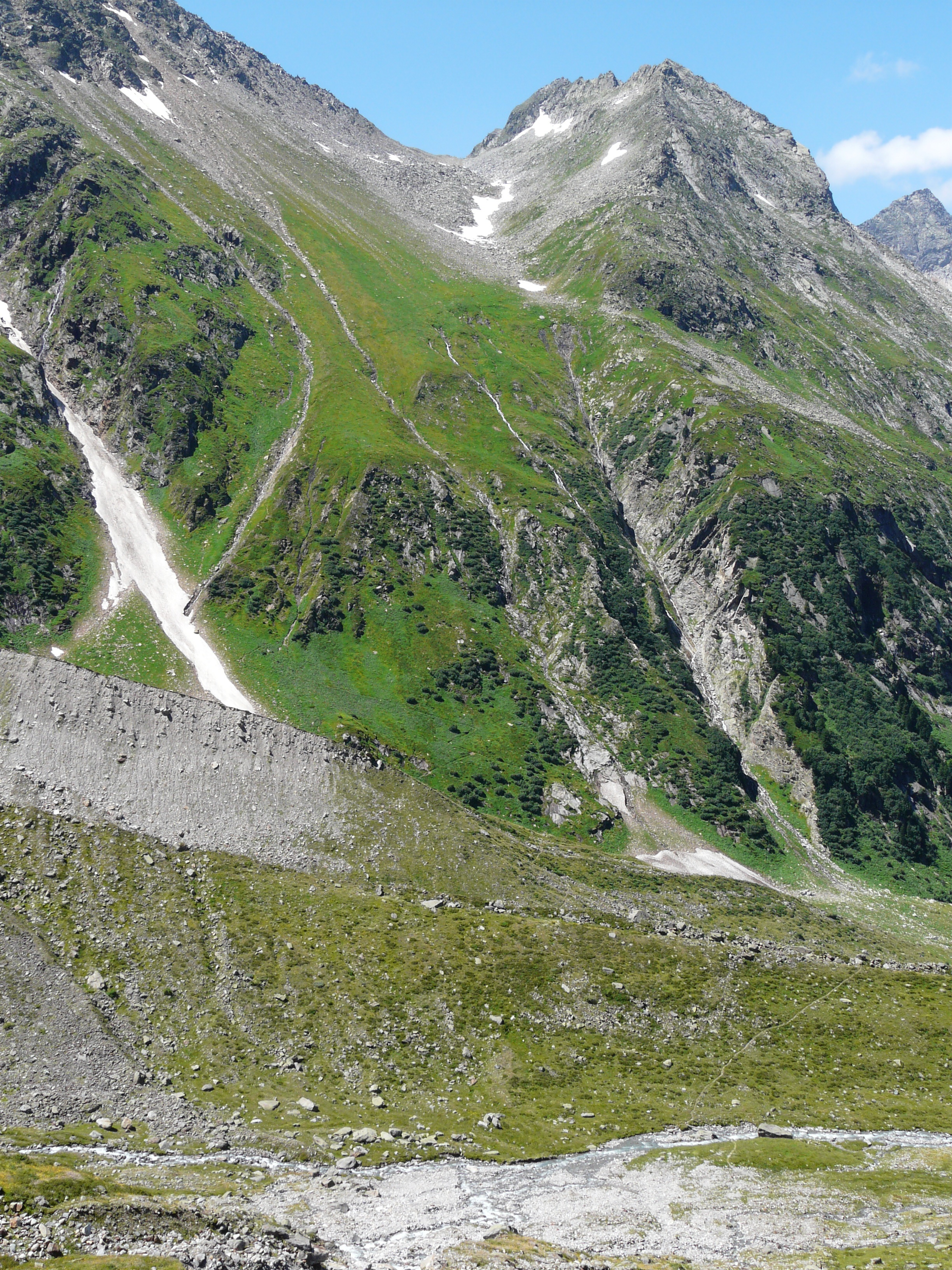
Blick zur Birnlücke von der Warnsdorfer Hütte
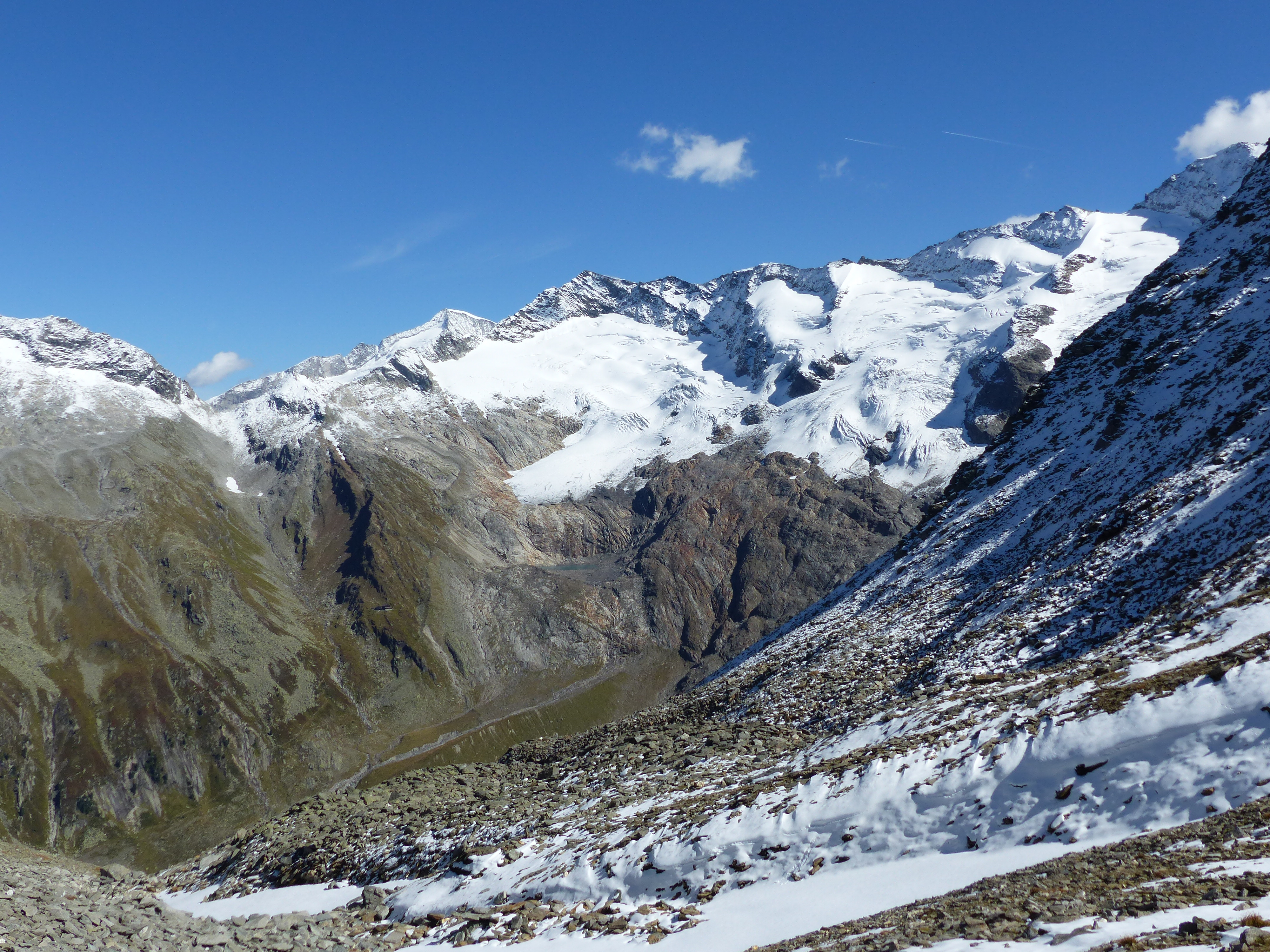
Warnsdorfer Hütte mit Krimmler Kees (Blick von der Birnlücke)
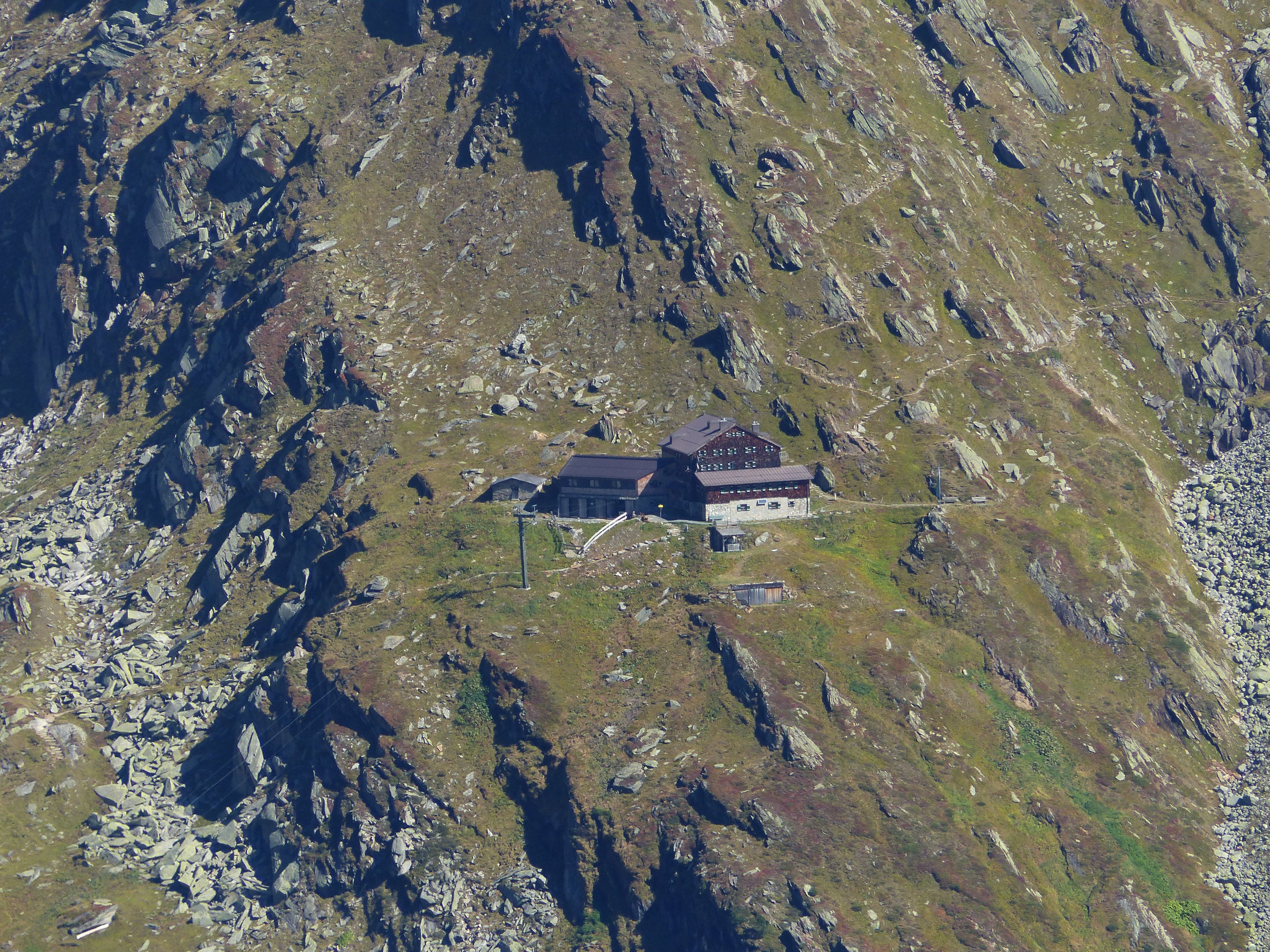
Warnsdorfer Hütte von der Birnlücke
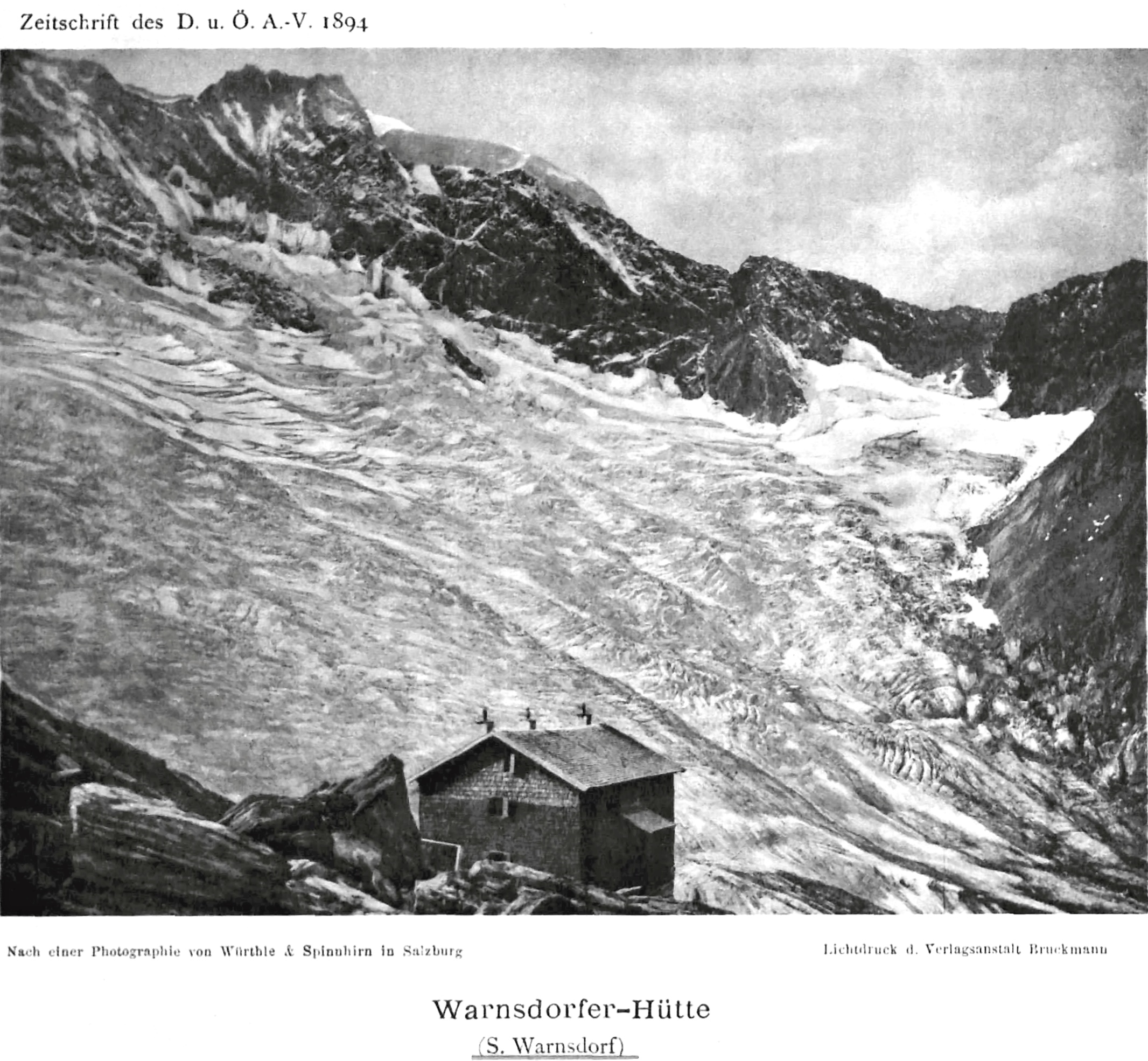
Warnsdorfer Hütte um 1894
Panorama von der Hütte: Krimmler Kees, Dreiherrenspitze, Birnlücke